# Unité maritime d'actions spéciales Formose
 (juillet 2011).
Si vous disposez d'ouvrages ou d'articles de référence ou si vous connaissez des sites web de qualité traitant du thème abordé ici, merci de compléter l'article en donnant les références utiles à sa vérifiabilité et en les liant à la section « Notes et références ».

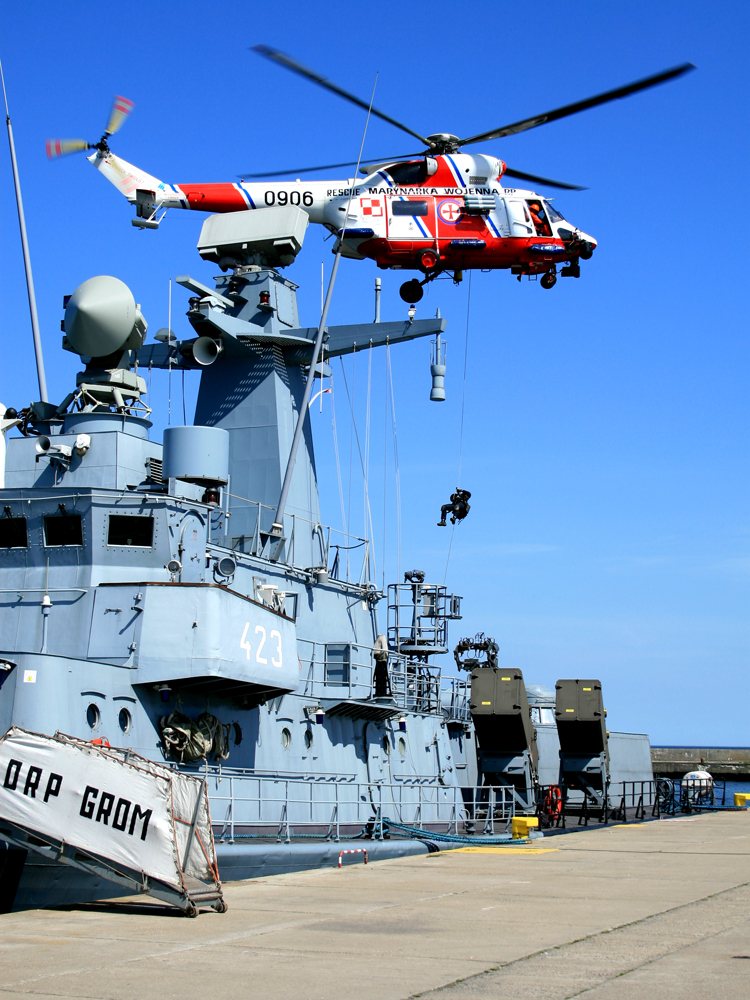
Les commandos effectuent une descente en rappel à partir d'un hélicoptère durant une démonstration en 2008.

Jednostka Wojskowa Formoza (Unité Militaire Formoza) est une unité militaire de plongeurs de combat appartenant aux forces spéciales polonaises. Son origine remonte à 1974 lorsque fut créé le Groupe d'Étude sur les Plongeurs Marins (Zespół Badawczy ds. Płetwonurków Morskich). Celui-ci devait mettre au point le concept de l'organisation et de la formation d'une division spéciale de plongeurs de combat. L'unité fut formée le 13 novembre 1975. Son premier commandant fut le Capitaine de frégate diplômé (Komandor porucznik) Józef Rembisz, aujourd'hui à la retraite. Le nom de l'unité provient d'un ancien site d'essai de torpilles allemand situé à Gdynia appelé Formoza qui lui sert de quartier général. Formose est également l'ancienne appellation de l'île de Taïwan.
L'unité travaille souvent de pair avec l'équipe d'assaut naval, abordage du Jednostka Wojskowa Grom ainsi qu'avec la sous-unité de plongeurs de combat du Jednostka Wojskowa Komandosów. L'unité est depuis le premier janvier 2008 soumise au Dowództwo Wojsk Specjalnych (Commandement des Forces Spéciales de la République Polonaise) et est la plus petite en effectif des unités commandées par celui-ci. Le numéro de l'unité est 4026.
Elle est actuellement déployée au sein de la Task Force 50 avec soldats de l'Jednostka Wojskowa Komandosów en Afghanistan.

## Armes équipant l'unité

### Pistolets
- SIG-Sauer P226 et P226SO
- Beretta M9 (Récupérés dans les armureries des frégates offertes à la marine Polonaise par les États-Unis)

### Pistolets mitrailleurs
- MP5A3 et MP5N
- PM-84P Glauberyt (Actuellement remplacé par le MP5N)

### Fusils d'assaut
- H&K G36KV calibre 5,56 mm OTAN avec canon allongé, rail KSV et viseur  Aimpoint CompM3
- AKMS calibre 7.62x39 mm
- M14 7,62 mm OTAN (Récupérés dans les armureries des frégates offertes à la marine polonaise par les États-Unis)

### Mitrailleuses
- 5,56 mm Minimi Para
- 7,62x54R mm PKM

### Fusils de précision
- SVD
- Accuracy International AW

### Lance-grenades
- H&K AG36 accroché au fusil d'assaut H&K G36KV
- RPG-7

### Grenades
- Grenade Flash-bang NICO
- Grenade RGO-88
- Fumigènes

## Commandants de l'unité
- 1975 – 1982 - kmdr Józef Rembisz
- 1982 – 1989 - kmdr Zbigniew Kluzowski
- 1989 – 1998 - kmdr por. Andrzej Szymański
- 1999 – 2002 - kmdr ppor. Jan Pawłowski
- 2002 – 2004 - kmdr ppor. Tomasz Żuk
- 2004 – 2006 - kpt. mar. Krzysztof Niedźwiecki
- 2007 – 2009 - kmdr por. Jan Pawłowski
- à partir de 13.10.2009 – kmdr Dariusz Wichniarek